# Буштелу (Шавеш)
Буштелу (порт. Bustelo) — район (фрегезия) в Португалии, входит в округ Вила-Реал. Является составной частью муниципалитета Шавеш. По старому административному делению входил в провинцию Траз-уж-Монтиш и Алту-Дору. Входит в экономико-статистический субрегион Алту-Траз-уш-Монтеш, который входит в Северный регион. Население составляет 25 человек на 2001 год. Занимает площадь 8,17 км².
Покровителем района считается Зе-ботикаш (порт. Ze boticas).

## История
Район основан в 1535 году.